# Důl Jan Šverma (Žacléř)
Důl Jan Šverma byl černouhelný hlubinný důl v Lamperticích na Žacléřsku. Byl založen v roce 1950 sloučením jam Jiří, Eliška v Žacléři, Františka v Černé Vodě, Julie a Marie v Lamperticích a v roce 1957 byl připojen důl Novátor v Bečkově.

## Historie
Po ukončení druhé světové války byly doly Západočeského báňského akciového spolku (ZBAS). dány pod národní správu a od 1. ledna 1946 byly znárodněny a začleněny pod národní podnik Východočeské uhelné doly (VUD). V roce 1950 doly na Žacléřsku byly sloučeny a přejmenovány na Důl Jan Šverma. Těžba byla ukončena na Dole Jan Šverma 31. prosince 1992. V roce 1993 byl převzat firmou Gemec.

## Jáma Jan
Jáma Jan postupně převzala funkci nevyhovujících jam Marie a Eliška. Byla jámou těžní a vtažnou. Jáma Jan byla kruhového průřezu o poloměru 5,5 m a byla zahloubena v roce 1958, postupně byla prohloubena do hloubky 955 m. Jámový stvol je po celé své délce vyztužen litým betonem. Výstavba dolu probíhala v letech 1961 až 1964.
Strojovna byla vybudována na ploše 20 × 30 m a je tvořena železobetonovým skeletem vyplněným cihelnou vyzdívkou a je zastřešena téměř plochou sedlovou střechou. Prostor strojovny osvětlují vysoká okna z luxferů. Fasáda je z je z brizolitu červeného odstínu v kombinaci s šedou ve spodní partii. Objekt měnírny má šedou barvu. V interiéru je portálový jeřáb o nosnosti 32 tun vyrobený v roce 1963 v ČKD Slaný. V objektu měnírny je stejný jeřáb o nosnosti 6 tun.
Těžní stroj typ 2B 6035 je umístěn ve středu strojovny. U těžního stroje chybí stejnosměrný motor, který byl demontován a odvezen na Důl Lazy v roce 2004. Lanové bubny mají průměr 6 m a šířku 3,5 m, navíjené ocelové lano mělo průměr 50 mm. Konstrukce těžního stroje umožňovala automatický provoz bez strojníka. Součástí těžního stroje byl napájecí systém Ward-Leonard. Těžní stroj byl vyroben v roce 1961 v ČKD Praha, závod Slaný.
Těžní budova je dvoupodlažní železobetonový skelet vyzděný cihelnou vyzdívkou zastřešený plochou střechou. V přízemí byly průjezdy s kolejemi pro přepravu materiálu a důlní vlečkou. V patře se nachází vozíkový oběh. Sdružená okna v kovových rámech jsou zasklena průmyslovým drátěným sklem. V severní části je přístavek s výtahem o nosnosti dvou tun se samostatným pohonem. Z patra vybíhají spojovací mosty do úpravny uhlí a další k těžní budově jámy Julie. K východní části budovy byl napojen spojovací most pro odvoz kamene, který byl odstřelen v roce 2007, otvor byl zazděn. Součástí přízemí byla kobka pro odsouzené, kteří odmítali pracovat.
Těžní věž je ocelová kozlíková vysoká 52 m, v horní části jsou dvě lanovnice. Těžní nádoby byly dvě čtyřpatrové. Do jedné etáže se vešly dva vozíky nebo 15 osob.
Úpravna uhlí zahrnovala šestipodlažní objekt třídírny a úpravny uhlí spojené spojovacím mostem s vozíkovým oběhem s těžní budovou. Budovu tvořil ocelový skelet vyzděný cihelnou vyzdívkou. Jednotlivá podlaží jsou železobetonová podepřena válcovanými I nosníky. V objektu úpravny se dochoval drtič, třídící síta, hydrocyklon, těžkokapalinová nádrž DOR, ocelové násypky, pásové dopravníky a vodovodní potrubí.
Poslední vozík s uhlím vyjel na dole Jan Šverma v roce 2002. Uhlí pocházelo z likvidovaných důlních děl.

## Štola Prokopi

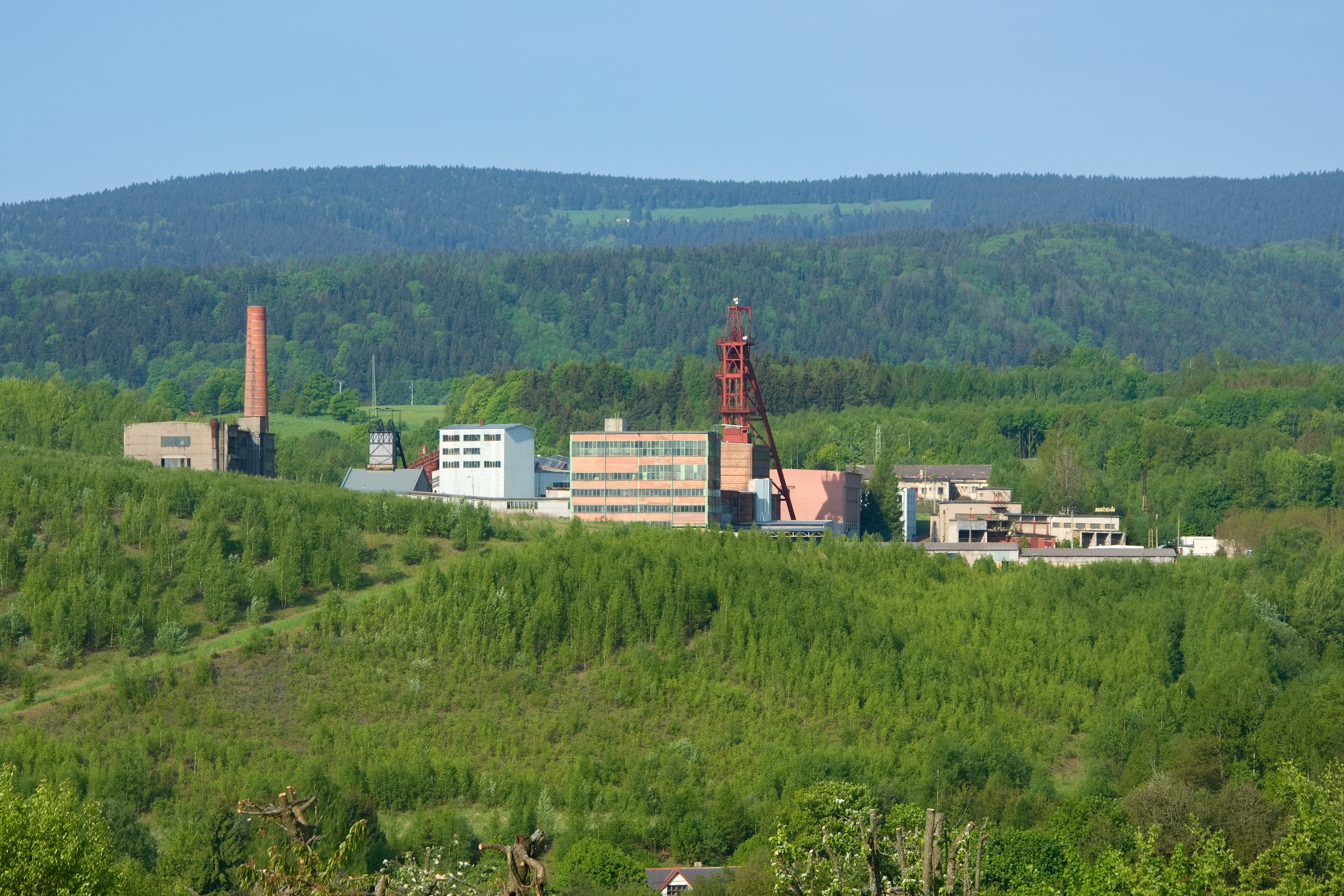
Celkový pohled na důl v roce 2023

Štola Prokopi (Procoppi-Erbstollen) byla ražena již před rokem 1814 a patřila žacléřskému panství. V horních knihách byla zapsána až v roce 1841, ražba probíhala jihovýchodu směrem a byla větrnou a odvodňovací štolou pro jámy Julie a Marie. Štola k jámám byla dlouhá 380 m, průřez 1,6 × 2,0 m. Její ústí bylo v údolí Lampertického potoka v lokalitě Na Štole. Na opačném břehu Lampertického potoka ústila štola Antoni. Štola Prokopi byla prodloužena na konečnou délku 670 m od ústí štoly. Štolou bylo vytěžené uhlí dopravováno vozy taženými koňmi a prodáváno přímo před ústím štoly. Na blízký odval v údolí Lampertického potoka byl ukládán vytěžený kámen z dolu a kámen vytříděný z uhlí. Odval byl společný i pro štolu Antoni. V roce 2013 byl ověřován stav štoly, prokázat nebo vyvrátit propojení štol Antoni a Prokopi, ověřit složení vytékajících důlních vod pomocí kopaných šachtic. Šachtice byla vyhloubena v říjnu 2013 do hloubky 8,2 m a proražen strop štoly. Byl ověřen původní profil štoly, který je v cihelné obezdívce. Byl nalezen rozsáhlý zával v úseku asi 7 až 10 m od ústí štoly, který zadržoval vodu v prostoru štoly a v původním dobývacím prostoru štoly Prokopi. Voda bude odvedena vodotečí do usazovací nádrže a pak vypouštěna do recipientu.

## Technická památka
Dne 31. prosince 2011 byl uhelný hlubinný důl Jan prohlášen kulturní památkou. Je zachován spojovací most, objekt strojovny s vybavením, šachetní budova s kompletním vybavením vozíkového oběhu, kozlíková těžní věž a úpravna uhlí.